# Alexander Alexandrowitsch Below
Alexander Alexandrowitsch Below (russisch Александр Александрович Белов; * 9. November 1951 in Leningrad; † 3. Oktober 1978 in Leningrad) war ein sowjetischer Basketballspieler. Er spielte als Center in der sowjetischen Nationalmannschaft und bei Spartak Leningrad.

## Karriere als Spieler
Below begann mit dem Basketballspielen in der Jugendsportschule von Spartak unter Wladimir Kondraschin, der über die ganze sportliche Laufbahn von Below sowohl in der Jugend, wie im Verein und auch in der Nationalmannschaft, sein einziger Trainer blieb.
Im Alter von 16 Jahren gab Below 1967 sein Debüt für Spartak in der höchsten sowjetischen Liga. Nur ein Jahr später gehörte er zum Kader der sowjetischen Nationalmannschaft bei den Olympischen Spielen in Mexico. Besondere Berühmtheit erlangte Below als Schütze des letzten, entscheidenden Treffers bei den Olympischen Spielen 1972 in München mit dem die UdSSR zum ersten Mal Olympiasieger wurde. Es war das erste Mal, dass die Mannschaft der USA bei den Olympischen Spielen nicht gewann. Nach diesem Spiel gab es Einladungen in die NBA, obwohl die europäischen Spieler zu der Zeit in Nordamerika nicht hoch im Kurs standen. Das Engagement in den Vereinigten Staaten wurde jedoch durch das Veto der politischen Führung verhindert. Neben dem Olympiasieg 1972 gewann Below mit der sowjetischen Nationalmannschaft die Weltmeisterschaft 1974 sowie die Europameisterschaft 1969 und 1971. Mit Spartak Leningrad gewann Below 1973 und 1975 den Europapokal der Pokalsieger und stand 1971 im Finale dieses Wettbewerbs. Ebenfalls mit Spartak gewann Below 1975 die sowjetische Meisterschaft. Es war das einzige Mal innerhalb des Zeitraums von 1969 bis 1984, dass die Meisterschaft nicht an ZSKA ging. Nach dieser Saison gab es Bemühungen, Below zur ZSKA zu holen, doch er blieb bis zu seinem Tod bei Spartak. Er wurde von der FIBA 1991 zu den FIBA's 50 Greatest Players ernannt und 2007 posthum in die FIBA Hall of Fame aufgenommen.

## Zollskandal 1977
Am 23. Januar 1977 wurden bei Alexander Below bei einer Zollkontrolle anlässlich eines Europapokalspiels im Reisegepäck Ikonen gefunden. Obwohl kleine Verstöße gegen Zollbestimmungen bei sowjetischen Sportlern jener Zeit durchaus üblich waren, wurde an Below ein Exempel statuiert. Es wurden ihm alle seine Ehrentitel aberkannt sowie sein Lebensunterhalt gestrichen. Er bekam sogar Trainingsverbot. Es gab Gerüchte, dass diese Intrige als Druckmittel zum Wechsel zur ZSKA inszeniert wurde. Nach erfolglosen Abwerbeversuchen wurde Below rehabilitiert und bekam 1978 wieder eine Einladung zu Nationalmannschaft.

## Krankheit und Tod
Bereits kurz nach den Olympischen Spielen 1976 begann Below über Schmerzen in der Brust zu klagen. Dies führte dazu, dass sein Trainer ihm immer wieder Auszeiten gönnte. Wegen der Schmerzen musste er die Vorbereitung der Nationalmannschaft zur WM 1978 abbrechen. Seine Krankheit wurde als Angiosarkom diagnostiziert. Nach einem ungünstigen Krankheitsverlauf starb Below am 3. Oktober 1978 im Alter von knapp 27 Jahren.

## Auszeichnungen und Erfolge

### Mit der Mannschaft
- Olympiasieger: 1972
- Weltmeister: 1974
- Europameister (2×): 1969, 1972
- 3. Platz Olympische Spiele: 1976
- 3. Platz Weltmeisterschaft: 1970
- 2. Platz Europameisterschaft: 1977
- Sowjetischer Meister: 1975
- Sieger Europapokal der Pokalsieger: 1973, 1975

### Persönliche Auszeichnungen
- Bester Center der WM 1974
- Aufgenommen in die FIBA Hall of Fame 2007